# Danza lirica
La danza lirica è uno stile di danza nata dalla fusione del balletto con il jazz. Questo stile solitamente viene ballato a un passo più veloce rispetto al balletto ma più lento del jazz.
Le radici della danza lirica risalgono alla prima metà del XX secolo in Russia. Iniziò ad affermarsi come nuova forma di danza durante gli anni settanta, ma divenne popolare solamente nel corso degli anni novanta, distaccandosi via via col tempo sempre più dal jazz e dal balletto classico da cui trasse origine.
La danza lirica viene spesso eseguita con una musica con testo cantato che funge da ispirazione per i ballerini che con i loro movimenti ed espressioni esprimono sentimenti forti come l'amore, la gioia, il romanticismo o la rabbia. A causa di ciò, la coreografia e la pulizia degli elementi tecnici assumono un ruolo secondario nei confronti dell'interpretazione volta a trasmettere i sentimenti appena citati.